# Adiantum chienii
Adiantum chienii är en kantbräkenväxtart som beskrevs av Ren-Chang Ching. Adiantum chienii ingår i släktet Adiantum och familjen Pteridaceae. Inga underarter finns listade.